# 1931年埃塞俄比亚宪法
1931年埃塞俄比亚宪法是埃塞俄比亚帝国的第一部现代宪法，旨在正式取代自中世纪以来一直使用的最高法典《诸王的正义》。它是于1931年7月16日举行的一场盛大的仪式上颁布的，海尔·塞拉西皇帝出席了仪式，而他长期以来一直希望为自己的国家颁布一部宪法。
威廉·斯特恩在将这部宪法翻译成英文的序言中写道：“这是历史上第一个绝对统治者自愿与本国臣民分享主权权力的例子”。
然而，这种说法并不完全准确，因为这部宪法的通过很大程度上受到国际舆论的压力的影响。凭借这部宪法，埃塞俄比亚这个仍然存在的最后的绝对君主国之一，开始了帝国机构的宪法化进程，将皇帝的权力建立在更坚实的基础上，但也允许一些初步的限制和参与形式；这一演变过程将在二战后的新宪法中继续进行。